# Cochliotis melolonthoides
Cochliotis melolonthoides är en skalbaggsart som beskrevs av Gerstaecker 1867. Cochliotis melolonthoides ingår i släktet Cochliotis och familjen Melolonthidae. Inga underarter finns listade i Catalogue of Life.